# Kiane (najada)
Kiane (także Kyane; gr. Κυανή Kyanḗ, łac. Cyane; z gr. κύανoς kýanos ‘cyjan’, ‘lazur’) – w mitologii greckiej najada syrakuzańska.
Uchodziła za kochankę (lub żonę) boga Anapisa oraz towarzyszkę zabaw bogini Persefony (Kory). Usiłowała bezskutecznie przeszkodzić w porwaniu Persefony do podziemnego świata przez boga Hadesa. Z żalu zalała się łzami, z których powstał strumień, nazwany od jej imienia – Kyane (lub została zamieniona w źródło wypływające niedaleko biegu rzeki Anapos, lub Hades przemienił ją w jezioro).
Imieniem najady została nazwana jedna z planetoid – (403) Cyane.